# Amaat Hullebroeck
Amaat Hullebroeck (Boom, 21 oktober 1932 - Steenhuize-Wijnhuize, 14 mei 2025), was Belgisch journalist, redacteur, hoofdredacteur van verschillende bladen en beeldhouwer.

## Opleiding
Na de lagere school in het Sint-Pieterscollege in Jette voltooide Hullebroeck er de volledige cyclus van de wetenschappelijke (humaniora) in 1951 waarna hij werk vond op de redactie van De Bouwkroniek.

## Dienstplicht
Hullebroeck werd opgeroepen voor zijn dienstplicht in het Belgisch Leger. Hij verkoos de opleiding tot reserveofficier aan de Luchtdoelartillerieschool in Lombardsijde en zwaaide in 1954 af als onderluitenant.

## De Bouwkroniek
Na zijn legerdienst hervatte Hullebroeck zijn werk bij De Bouwkroniek. Eerst onder supervisie van Leo Van Hoorick senior.
Om zich beter te infomeren over zijn beroep  en te kunnen meepraten met de technici in de bouw behaalde Hullebroeck nog een diploma bouwkundig technicus aan het Sint-Lucasinstituut in Schaarbeek.
Hij schreef talrijke interviews en commentaarstukken, meestal onder de schuilnaam van Observator, die werden niet steeds in dank aangenomen zoals door de Waalse  ministers André Damseaux, Valmy Féaux, en Louis Olivier.
Als journalist bezocht Hullebroeck ook grote bouwprojecten in het buitenland o.a. de Grote Sint-Bernhardtunnel in  Zwitserland en de Itaipudam in Brazilië.
Hullebroeck was gedurende tien jaar lid van de vijfkoppige adviescommissie voor de toekenning van de perskaart van de periodieke pers, onder voorzitterschap van een beroepsmagistraat, die de minister van Binnenlandse zaken adviseerde.

## De Brusselse Post
Hullebroeck werd in 1959 de opvolger van de afscheidnemende hoofdredacteur Prosper Van Herreweghen.
De Brusselse Post  was eveneens door Leo Van Hoorick senior gesticht in 1950. Het blad fungeerde als “Orgaan van het Comité ter Bevordering van het Vlaams Leven in Brussel en elders”. Hullebroeck werkte samen met de opeenvolgende voorzitters : Edgard Van Cauwelaert, Albert De Cuyper, Herman Verlinden, Etienne Wieme  en André Monteyne. Leo Lindemans had een vaste rubriek evenals Willem Van Eeghem, Gijs Garré, Jef Vrancken  en anderen.
Hullebroeck schreef in de rubriek “Praten met”  indringende interviews met prominenten uit heel Vlaanderen zoals Julien Kuypers, Frans Van Mechelen, Paul Daels, Hugo Weckx, Hendrik Fayat, Aloïs Gerlo, Lode  Craeybeckx, Hugo Schiltz, Jan Verroken, Lode Claes, Carlo Heyman, Clem De Ridder, René De Feyter, Leo Cappuyns, Marc Galle, Wim Jorissen, Guido van Gheluwe, Philip Vergels, Frans Minnaert, Dries Wieme, André Demedts, Henri Simonet. In alle artikels verdedigde hij de positie van de Vlamingen in Brussel.
Om het niet steeds al te ernstig te maken sprak Hullebroeck Pol De Valck aan, meer bekend als de cartoonist “Brasser”, die de opdracht kreeg om maandelijks een tekening te maken bij een of ander artikel in het blad in verband met de politieke actualiteit.
In 1977 werd “De Brusselse Post” gelauwerd met de ANV-Visser Neerlandiaprijs voor Cultuur voor een kwart eeuw werk in het belang van het Vlaamse cultureel leven en onderwijs in Brussel. Hullebroeck had hiervoor een gedetailleerd dossier opgesteld.

## Lokale inzet
In 1968 ging hij in Schepdaal wonen en raakte betrokken bij de culturele en sociale activiteiten. Zo werd Hullebroeck de eerste voorzitter van Volleybal Schepdaal, en stichter van de veteranen-volleybalclub. Hij was eveneens lid van de Cultuurraad, het Groencomité, het bestuur van de Sporthal Caerenbergveld  en van de kunstenaarskring Eikoon.

## Kunstenaar

### Opleiding
Hullebroeck tekende graag en schreef zich op zijn veertigste in de Rijksacademie voor Beeldende Kunsten van Anderlecht (ABKA) in voor de richting schilderkunst maar toenmalig directeur Frans Minnaert draineerde hem naar de beeldhouwkunst met als docenten Jo De Blieck (vorming en steen), Aloïs Van Gool (restauratie) en Roland Monteyne (bronsgieten).

### Stijl
De diverse critici en inleiders bij tentoonstellingen (onder meer Gijs Garré, Herman Vandormael, Annemie Neyts,  Geert van Istendael, Diane Vander Aa) zijn unaniem om de beelden als abstraherend/figuratief te omschrijven. Hij laat overtollige details weg om onderhuidse gevoelens zichtbaar te maken. 
Centraal thema is de vrouw die hij ziet als het prachtigste wezen waarbij hij tracht de vloeiende vormen en lijnen van het vrouwelijk lichaam te vatten.

## Tentoonstellingen

### Persoonlijke tentoonstellingen
- 1985: Atelier Geo Sempels, Vilvoorde
- 1988: Universitair Ziekenhuis Brussel VUB, Jette (uitnodiging ASLK)
- 1988: Cultureel Centrum, Strombeek-Bever (uitnodiging culturele kring "Alleman")
- 1988: Auditorium Hamoir, Ukkel (uitnodiging BASF Belgium)
- 1989 - 1993-1994: Caerenbergveld, Schepdaal
- 1991: Baljuwhuis,Galmaarden
- 1992 - 2002: Kasteel van Gaasbeek
- 1992: Westrand (cultuurcentrum), Dilbeek
- 1993: Pro Arte Christiani, Abdij Vaalbeek
- 1994: Cultureel Centrum Strombeek-Bever (uitnodiging culturele kring "Alleman")
- 1997: Oude Pastorie (Nieuwenrode)
- 1999:  SD Worx- Vlaams Economisch Verbond, Antwerpen
- 2000: Baljuwhuis, Galmaarden
- 2003: De Oude Pastorie, Nieuwenrode
- 2005:  Onze-Lieve-Vrouwekerk (Laken), Brussel
- 2008: galerie Ontdekking van de Hemel, Halle
- 2016: Hof van Lierde (samen met schilder Pierre Claes), Dilbeek

### Groepstentoonstellingen
- 1988: Thematentoonstelling "Naakt" georganiseerd door Frans Minnaert, Kasteel van Nederloo – Vlezenbeek
- 1988: Thematentoonstelling "Venus II" georganiseerd door Frans Minnaert, Kasteel van Nederloo - Vlezenbeek
- 1989: groep CSV Pajottenland –Hulst (Nederland)
- 1989: Fifty-One, Dilbeek
- 1990: Thematentoonstelling "Extase" georganiseerd door Frans Minnaert, Kasteel van Nederloo - Vlezenbeek
- 1990: Selectie Brabantse beeldhouwers, Baljuwhuis - Galmaarden
- 1992: Groep Eikoon[11], Westrand - Dilbeek
- 1995:  Sint-Pieters-Leeuw gemeentehuis, Cultureel Centrum Itterbeek en Abdij Affligem
- 2000: Culturele kring Hernia – Herne
- 2001: Groep Eikoon, Westrand - Dilbeek
- 2001: Internationale tentoonstelling "Figuratieve bronssculpturen" - Galerie Verkest – Tielt
- 2001: Elishout – Anderlecht
- 2002: Culturele kring Hernia - Herne
- 2002: Elishout - Anderlecht
- 2003: Culturele kring Hernia - Herne
- 2004: Culturele kring Hernia - Herne

## Enkele werken
- Werken bevinden zich bij grote bedrijven, bij het provinciebestuur van Vlaams-Brabant, bij particulieren in België en in verschillende buurlanden.
- Het beeld “Harmonisch koppel” werd in 2000 aangekocht door het “Fonds voor Vakopleiding in de Bouw” FVB als geschenk aan het prinsenpaar Filip en Mathilde bij hun officieel bezoek aan  Oostende.

Voor hetzelfde FVB ontwierp hij het beeldje "Handen bouwen de stad" dat gedurende enkele jaren op Batibouw werd toegekend aan de “beste bouwvakschool” in Vlaanderen en Wallonië